# Buddha Vairóčana
Buddha Vairóčana je buddha, který ztělesňuje dharmakáju a je jedním z pěti transcendentních buddhů.
Je ústřední postavou japonské buddhistické školy šingon a Kegon. V buddhistickém chrámu Tódaidži v narské prefektuře se nachází největší bronzová socha tohoto buddhy, Daibucu. Doktrína buddhy Vairóčany ve větší míře čerpá z sútry Mahavairóčany.
Vairóčana v Rgvédě znamená jasné a zářící slunce. Také v tibetštině Vairóčana je nazýván ‘Namnang’, což znamená rozzařující.
Představuje funkci buddhy jako učitele, bez kterého by nebylo buddhismu ani cesty k osvícení. Podle učení vadžrajány, meditace na Vairóčanu skutečně rozpouští záclony ignorance v moudrost Dharmy.

## Vlastnosti
- Planoucí, zářící, roven slunci.
- Představuje všechny atributy Dhyani buddhů.
- Je ztělesnění moudrosti dharmadhátu (světa zákona, moudrost pocházející z Prázdna).
- Vztahuje se na božskou personifikaci éteru.

## Ikonografie

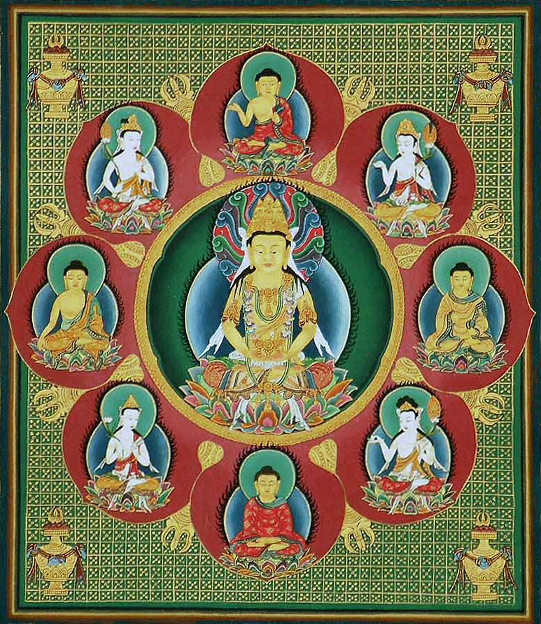
Mandala, na níž je Vairóčana obklopen pěti buddhy (zlaté barvy) a pěti bódhisattvy (bílé barvy)

U ikonografických zobrazení těchto buddhů je Vairóčana tím, který je zobrazován uprostřed.
Jeho tělo je bílé, poněvadž bílá zahrnuje všechny další barvy dhjánibuddhů. Jeho lotosový trůn podpírají sněžní lvi. Často se představuje s mudrou Dharmačakry což je kolo Dharmy. Tato mudra Znamená roztočení kola učení Dharmy a symbolizuje jeden z nejdůležitějších momentů v životě historického buddhy - udělení prvních nauk po dosáhnutí bódhi v Sarnath.

## Mantra
Óm Vairočana Húm